# Gentianella helianthemoides
Gentianella helianthemoides är en gentianaväxtart som först beskrevs av Ernest Friedrich Gilg, och fick sitt nu gällande namn av H.A. Fabris. Gentianella helianthemoides ingår i släktet gentianellor, och familjen gentianaväxter. Inga underarter finns listade i Catalogue of Life.